# کاتالدو اسپیتاله
کاتالدو اسپیتاله (انگلیسی: Cataldo Spitale؛ زادهٔ ۵ اکتبر ۱۹۱۱) بازیکن فوتبال اهل آرژانتین است.
از باشگاه‌هایی که در آن بازی کرده‌است می‌توان به باشگاه فوتبال ریور پلاته، باشگاه فوتبال آ.اس. رم، باشگاه فوتبال بوکا جونیورز، باشگاه فوتبال نیولز اولد بویز، باشگاه فوتبال جیمناسیا لاپلاتا، و باشگاه فوتبال آرژانتینوس جونیورز اشاره کرد.